# Drei-Länder-Meisterschaft 2021
Die 3. Drei-Länder-Meisterschaft fand am 24. Mai auf dem Sachsenring im deutschen  Hohenstein-Ernstthal  statt. Im Rahmen dieses Wettbewerbs wurden die U23-Meisterschaften im Straßenrennen von Deutschland, Luxemburg und der Schweiz gemeinsam ausgetragen.
Bei der Drei-Länder-Meisterschaft kürte jede Nation ihren eigenen Meister, ebenso wurde ein Gesamtsieger geehrt.
Die zu bewältigende Strecke war 168 Kilometer lang, dabei wurden 48 Runden à 3,5 Kilometer befahren.

## Ergebnisse

### Gesamtwertung
| Platz | Nation      | Athlet              | Zeit                 |
| 1     | Deutschland | Kim Heiduk          | 4:24:10 h 38,16 km/h |
| 2     | Deutschland | Michel Heßmann      | gl. Zeit             |
| 3     | Deutschland | Jakob Geßner        | + 0:33 min           |
| 4     | Deutschland | Alexander Tarlton   | + 0:36 min           |
| 5     | Schweiz     | Valère Thiébaud     | + 0:44 min           |
| 6     | Schweiz     | Felix Stehli        | gl. Zeit             |
| 7     | Deutschland | Maurice Ballerstedt | gl. Zeit             |
| 8     | Schweiz     | Fabio Christen      | gl. Zeit             |
| 9     | Schweiz     | Guillaume Gachet    | gl. Zeit             |
| 10    | Deutschland | Jon Knolle          | gl. Zeit             |

#### Deutschland
| Platz | Athlet                     | Zeit                  |
| ----- | -------------------------- | --------------------- |
| 1     | Kim Heiduk                 | 4:24:10 h 38,158 km/h |
| 2     | Michel Heßmann             | gl. Zeit              |
| 3     | Jakob Geßner               | + 0:33 min            |
| 4     | Alexander Tarlton          | + 0:36 min            |
| 5     | Maurice Ballerstedt        | + 0:44 min            |
| 6     | Jon Knolle                 | gl. Zeit              |
| 7     | Pirmin Benz                | gl. Zeit              |
| 8     | Leon Eduard Brescher       | + 0:49 min            |
| 9     | Johannes Hodapp            | gl. Zeit              |
| 10    | Jonas Fabian Messerschmidt | + 1:20 min            |

#### Schweiz
| Platz | Athlet            | Zeit       |
| ----- | ----------------- | ---------- |
| 1     | Valère Thiébaud   | 4:24:54 h  |
| 2     | Felix Stehli      | gl. Zeit   |
| 3     | Fabio Christen    | gl. Zeit   |
| 4     | Guillaume Gachet  | gl. Zeit   |
| 5     | Luca Jenni        | gl. Zeit   |
| 6     | Laurin Bachmann   | + 0:46 min |
| 7     | Loris Hochstatter | gl. Zeit   |
| 8     | Jan Stöckli       | gl. Zeit   |
| 9     | Jean-Luc Halter   | gl. Zeit   |
| 10    | Christoph Janssen | gl. Zeit   |

#### Luxemburg
| Platz | Athlet             | Zeit       |
| ----- | ------------------ | ---------- |
| 1     | Arthur Kluckers    | 4:25:02 h  |
| 2     | Cédric Priess      | + 0:23 min |
| 3     | Tom Paquet         | + 0:38 min |
| 4     | Rik Karier         | gl. Zeit   |
| 5     | Mats Wenzel        | gl. Zeit   |
| 6     | Ken Conter         | gl. Zeit   |
| 7     | Charel Meyers      | gl. Zeit   |
| 8     | Loïc Bettendorff   | gl. Zeit   |
| 9     | Raphaël Kockelmann | + 5:59 min |